# 高柳銚子塚古墳
高柳銚子塚古墳（たかやなぎちょうしづかこふん）は、千葉県木更津市にある前方後円墳である。

## 概要
金鈴塚古墳など後期首長系古墳の群在する祇園・長須賀古墳群の北方1.8キロメートルの砂丘上に単独で立地する。主軸を北東-南西に向ける110メートル以上の前方後円墳で、千葉県内第3位の規模を持つとされたが、明治末年の鉄道工事の際に前方部が破壊され、戦時中に陸軍高射砲指揮所の設置により後円部中央が大きくえぐられた。墳丘から円筒埴輪が採取されており、5世紀中頃の築造とみられる。

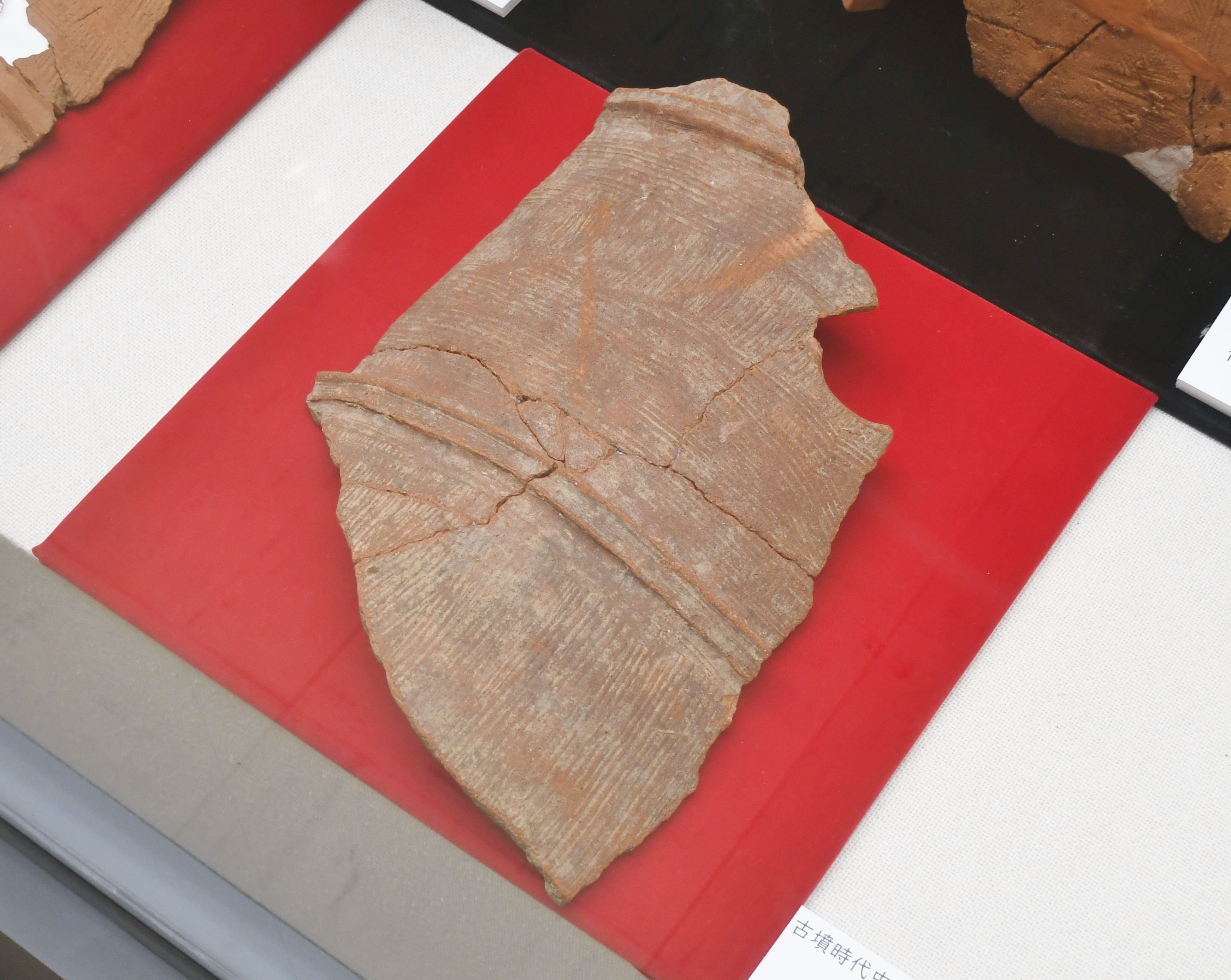
埴輪 木更津市郷土博物館金のすず展示。

- 埴輪
木更津市郷土博物館金のすず展示。